# پلیکان سفید آمریکایی
پلیکان سفید آمریکایی (نام علمی: Pelecanus erythrorhynchos) نام یک گونه از سرده پلیکان است.